# Ездоченское сельское поселение
Ездо́ченское се́льское поселе́ние — муниципальное образование в Чернянском районе Белгородской области.
Административный центр — село Ездочное.

## История
Ездоченское сельское поселение образовано 20 декабря 2004 года в соответствии с Законом Белгородской области № 159.

## Население
| 2010  | 2011  | 2012  | 2013  | 2014  | 2015  | 2016  | 2017  | 2018  |
| ----- | ----- | ----- | ----- | ----- | ----- | ----- | ----- | ----- |
| 2276  | ↘2268 | ↗2270 | ↘2255 | ↗2258 | ↘2253 | ↗2268 | ↘2254 | ↘2241 |
| 2019  | 2020  | 2021  |       |       |       |       |       |       |
| →2241 | ↘2240 | ↘2197 |       |       |       |       |       |       |

## Состав сельского поселения
| № | Населённый пункт | Тип населённого пункта       | Население |
| - | ---------------- | ---------------------------- | --------- |
| 1 | Долгая Яруга     | посёлок                      | ↘158      |
| 2 | Ездочное         | село, административный центр | ↗1669     |
| 3 | Некрасовка       | посёлок                      | ↘6        |
| 4 | Новая Масловка   | село                         | ↘210      |
| 5 | Холки            | село                         | ↘233      |